# Pica-pau-tridáctilo
O pica-pau-tridáctilo (Picoides tridactylus) é uma espécie de ave da família Picidae.

## Descrição
O pica-pau-tridáctilo tem entre 21 e 25 cm de comprimento e entre 37 e 40 cm de envergadura, com um peso entre 63 e 80g. Os machos adultos e as crias dos dois sexos têm uma mancha amarela na cabeça. É relativamente silencioso.

## Subespécies
Há 8 subespécies de Picoides tridactylus:
- P. t. tridactylus
- P. t. alpinus
- P. t. crissoleucus
- P. t. albidior
- P. t. tianschanicus
- P. t. kurodai
- P. t. inouyei
- P. t. funebris